# Terry Dehere

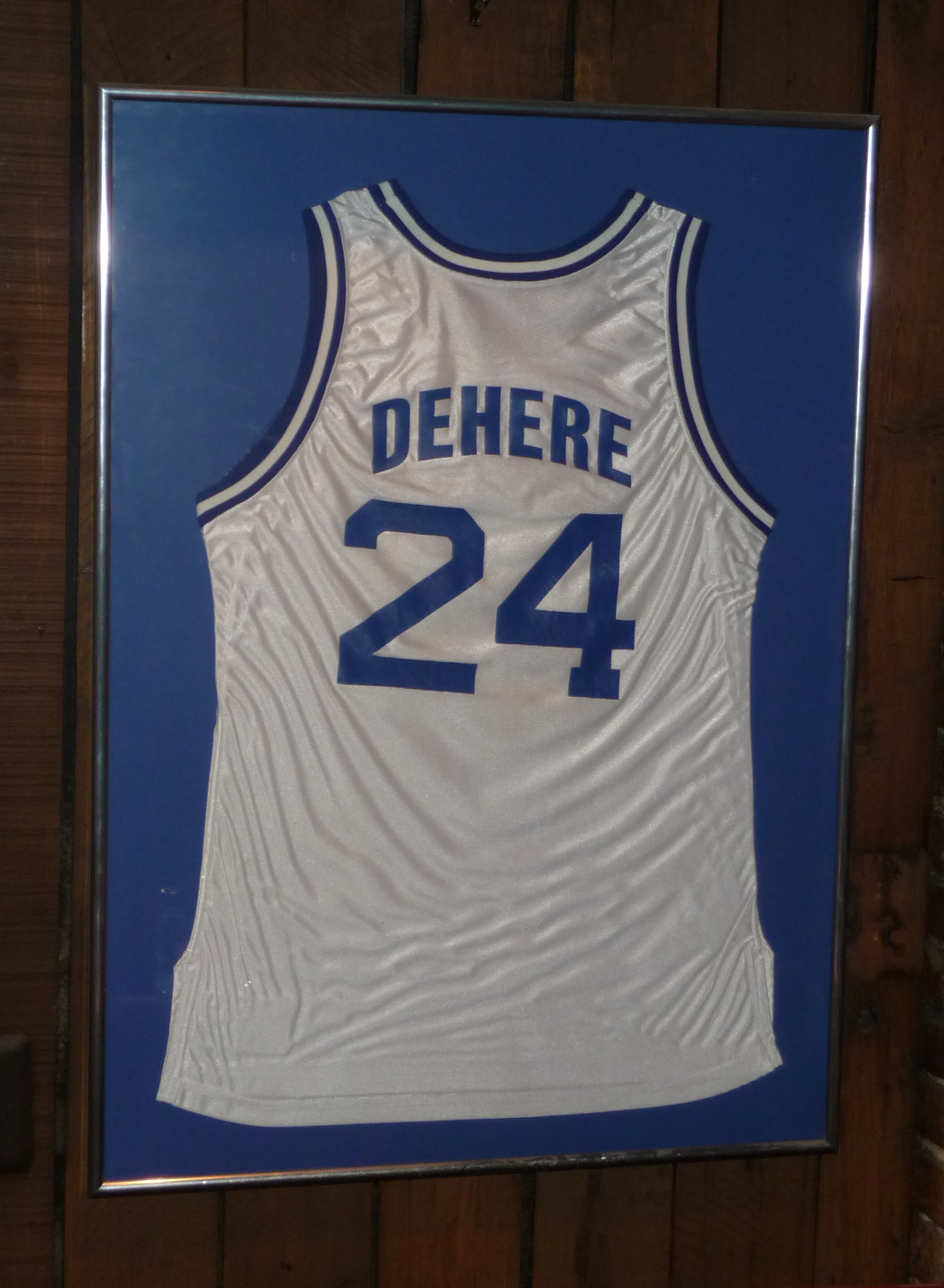
Maglia di Terry Dehere a Seton Hall.

Lennox Dominique Dehere, detto Terry (New York, 12 settembre 1971), è un ex cestista statunitense, professionista nella NBA e in Germania.

## Carriera
È stato selezionato dai Los Angeles Clippers al primo giro del Draft NBA 1993 (13ª scelta assoluta).
Con gli Stati Uniti ha disputato i Giochi panamericani de L'Avana 1991.

## Statistiche

### College
| Anno      | Squadra            | PG  | PT  | MP   | TC%  | 3P%  | TL%  | RP  | AP  | PRP | SP  | PP   |
| --------- | ------------------ | --- | --- | ---- | ---- | ---- | ---- | --- | --- | --- | --- | ---- |
| 1989-1990 | Seton Hall Pirates | 28  | 28  | 33,3 | 40,2 | 39,0 | 79,7 | 3,4 | 2,1 | 0,9 | 0,5 | 16,1 |
| 1990-1991 | Seton Hall Pirates | 34  | 34  | 33,3 | 46,3 | 42,9 | 83,9 | 3,0 | 2,2 | 1,4 | 0,4 | 19,8 |
| 1991-1992 | Seton Hall Pirates | 31  | 31  | 32,4 | 42,7 | 32,1 | 83,0 | 3,7 | 2,7 | 1,2 | 0,3 | 19,4 |
| 1992-1993 | Seton Hall Pirates | 35  | 35  | 34,4 | 46,1 | 39,6 | 81,8 | 3,0 | 2,7 | 1,1 | 0,2 | 22,0 |
| Carriera  | Carriera           | 128 | 128 | 33,4 | 44,2 | 38,9 | 82,2 | 3,2 | 2,5 | 1,2 | 0,3 | 19,5 |

### NBA

#### Regular Season
| Anno      | Squadra             | PG  | PT | MP   | TC%  | 3P%  | TL%  | RP  | AP  | PRP | SP  | PP   |
| --------- | ------------------- | --- | -- | ---- | ---- | ---- | ---- | --- | --- | --- | --- | ---- |
| 1993-1994 | L.A. Clippers       | 64  | 6  | 11,9 | 37,7 | 40,4 | 75,3 | 1,1 | 1,2 | 0,4 | 0,0 | 5,3  |
| 1994-1995 | L.A. Clippers       | 80  | 28 | 22,2 | 40,7 | 29,4 | 78,4 | 1,9 | 2,8 | 0,6 | 0,1 | 10,4 |
| 1995-1996 | L.A. Clippers       | 82  | 10 | 24,6 | 45,9 | 44,0 | 75,5 | 1,7 | 4,3 | 0,7 | 0,2 | 12,4 |
| 1996-1997 | L.A. Clippers       | 73  | 3  | 14,4 | 38,6 | 32,5 | 82,4 | 1,3 | 2,2 | 0,4 | 0,0 | 6,4  |
| 1997-1998 | Sacramento Kings    | 77  | 18 | 18,3 | 39,9 | 37,9 | 79,8 | 1,4 | 2,5 | 0,7 | 0,1 | 6,4  |
| 1998-1999 | Sacramento Kings    | 4   | 0  | 5,0  | 36,4 | 20,0 | -    | 0,5 | 0,3 | 0,5 | 0,0 | 2,3  |
| 1998-1999 | Vancouver Grizzlies | 22  | 0  | 12,3 | 36,5 | 44,1 | 71,4 | 1,0 | 1,2 | 0,2 | 0,1 | 3,4  |
| Carriera  | Carriera            | 402 | 65 | 18,2 | 41,1 | 37,8 | 77,9 | 1,5 | 2,6 | 0,5 | 0,1 | 8,0  |

#### Playoffs
| Anno     | Squadra       | PG | PT | MP  | TC% | 3P% | TL% | RP  | AP  | PRP | SP  | PP  |
| -------- | ------------- | -- | -- | --- | --- | --- | --- | --- | --- | --- | --- | --- |
| 1997     | L.A. Clippers | 2  | 0  | 2,5 | 0,0 | 0,0 | -   | 0,5 | 0,0 | 0,0 | 0,0 | 0,0 |
| Carriera | Carriera      | 2  | 0  | 2,5 | 0,0 | 0,0 | -   | 0,5 | 0,0 | 0,0 | 0,0 | 0,0 |

## Palmarès

### Squadra
- Campionato tedesco: 1

Alba Berlino: 1999-2000

### Individuale
- NCAA AP All-America Second Team (1993)
- Miglior tiratore da tre punti NBDL (2002)